# Synagoga w Pobiedziskach
Synagoga w Pobiedziskach – zbudowana w drugiej połowie XIX wieku, w stylu neogotyckim, przy ulicy Podgórnej. Synagogę przestano używać jeszcze w 1935, kiedy większość Żydów wyemigrowała z Pobiedzisk w latach 30. XX wieku. Wtedy w mieście mieszkała już tylko jedna żydowska rodzina, obwoźnego handlarza Hersteina. Synagoga stała opuszczona przez kilka miesięcy. Decyzję o jej rozbiórce podjęto w 1937 roku.